# Вајтенхаген (Северна Западна Померанија)
Вајтенхаген (њем. Weitenhagen) град је у њемачкој савезној држави Мекленбург-Западна Померанија. Једно је од 64 општинска средишта округа Нордфорпомерн. Према процјени из 2010. у граду је живјело 258 становника. Посједује регионалну шифру (AGS) 13057088.

## Географски и демографски подаци
Вајтенхаген се налази у савезној држави Мекленбург-Западна Померанија у округу Нордфорпомерн. Град се налази на надморској висини од 19 метара. Површина општине износи 17,0 km². У самом граду је, према процјени из 2010. године, живјело 258 становника. Просјечна густина становништва износи 15 становника/km².